# Vincenzo Melchiorre
Vincenzo Melchiorre (Valenza, 1845 – Valenza, 1925) è stato un orafo, imprenditore e gioielliere italiano.
Artigiano orafo prima e industriale poi è considerato padre della gioielleria valenzana e italiana. Nel 1873 fonda la società Melchiorre & C. dopo oltre 11 anni passati in apprendistato e lavoro in atelier di alta gioielleria di Torino (Twerembold), di Parigi (Vaubourzeix Boucheron), di Firenze (Marchesini).
Nel 1911 l'azienda di Valenza conta 86 orafi ed è considerata una delle più importanti manifatture orafe d'Italia del tempo.
Fu coadiuvato fin dall'inizio nell'azienda dalla moglie Angiolina Rolandi, nipote del designer Camillo Bertuzzi e, successivamente, dai figli Camillo (1876-1932), Guido (1882-1959), Celeste (1877-1950), Mario (1883-1958), Bice (1889-1940) e Ugo (1890-1981).
Il 1º settembre 2005 la Giunta comunale di Valenza gli ha dedicato la scuola di formazione per orafi AFT di Valenza.